# Чемпионат Москвы по футболу 1933 (осень)
Чемпионат Москвы по футболу 1933 (осень) стал ХХХVI -м первенством столицы. 
Чемпионат был  проведен спортивными секциями при Московском Городском Совете Профессиональных Союзов (МГСПС) и Московском Городском Совете Физической Культуры (МГСФК) как единое первенство — высшая (первая) группа разыгрывала первенство Москвы, все остальные группы - первенство МГСПС (официальное название турнира — Первенство Москвы и МГСПС).
Победителем среди первых команд стала команда «Серп и Молот».

## Организация и проведение турнира
В первой группе участвовали 12 клубов, выступавшие пятью командами. Чемпионы определялись по каждой из команд и в «клубном зачете» с учетом дифференцированного числа очков в зависимости от старшинства команды.
- «Серп и Молот»
- «Дукат»[4]
- «Динамо»
- ЗиС
- «Красный пролетарий»
- ЗиФ
- «Казанка»
- «Геофизика»
- «Гознак»
- ЦДКА
- СКиГ
- «Трехгорка»

## Ход турнира (1 группа, первые команды)
Чемпионат стартовал 12 августа. Игры прошли в один круг. 
Интрига в первенстве была очень лихо закручена: первые четыре команды разделило всего одно очко. Футболисты «Дуката» опротестовали результаты обоих матчей со своими главными конкурентами — командами «Динамо» и «Серп и Молот». Протест по матчу с металлургами, в котором возник спорный эпизод (вратарь В. Гранаткин спас свои ворота, упав в прыжке с мячом на самой линии ворот — или, по мнению представителей «Дуката», за ней) был судейской коллегией МГСФК отклонен; по матчу с «Динамо», продолжавшемуся меньше положенного времени, было принято решение о переигровке. В ней 6 ноября, уже после завершения всех матчей первенства, победитель становился чемпионом; случившаяся ничья вывела на первое место «Серп и Молот». 

### Турнирная таблица[6]
| №  | Команды              | 1   | 2   | 3    | 4   | 5   | 6   | 7   | 8   | 9   | 10  | 11   | 12  | В | Н | П  | М       | О  |
| -- | -------------------- | --- | --- | ---- | --- | --- | --- | --- | --- | --- | --- | ---- | --- | - | - | -- | ------- | -- |
|    | «Серп и Молот»       |     | 2:1 | 0:0  | 0:1 | 2:1 | 4:2 | 2:2 | 5:0 | 1:1 | 3:1 | 3:0  | 6:0 | 7 | 3 | 1  | 28 — 9  | 28 |
|    | «Дукат»              | 1:2 |     | 1:1  | 2:0 | 2:0 | 2:0 | 3:1 | 0:1 | 3:0 | 4:2 | 4:0  | 3:0 | 8 | 1 | 2  | 25 — 7  | 28 |
|    | «Динамо»             | 0:0 | 1:1 |      | 2:5 | 3:1 | 5:1 | 5:0 | 4:2 | 9:0 | 1:3 | 10:0 | 4:0 | 7 | 2 | 2  | 44 — 13 | 27 |
| 4  | ЗиС                  | 1:0 | 0:2 | 5:2  |     | 1:3 | 2:0 | 3:1 | 2:0 | 4:0 | 0:1 | 9:2  | 3:0 | 8 | 0 | 3  | 30 — 11 | 27 |
| 5  | «Красный пролетарий» | 1:2 | 0:2 | 1:3  | 3:1 |     | 0:2 | 1:1 | 1:0 | 2:1 | 3:1 | 7:1  | 4:1 | 6 | 1 | 4  | 23 — 15 | 24 |
| 6  | ЗиФ                  | 2:4 | 0:2 | 1:5  | 0:2 | 2:0 |     | 2:2 | 2:2 | 7:4 | 2:0 | 7:1  | 3:1 | 5 | 2 | 4  | 28 — 23 | 23 |
| 7  | «Казанка»            | 2:2 | 1:3 | 0:5  | 1:3 | 1:1 | 2:2 |     | 2:0 | 1:1 | 5:4 | 5:2  | 2:1 | 4 | 4 | 3  | 22 — 24 | 23 |
| 8  | «Геофизика»          | 0:5 | 1:0 | 2:4  | 0:2 | 0:1 | 2:2 | 0:2 |     | 2:0 | 1:3 | 3:0  | 8:1 | 4 | 1 | 6  | 19 — 20 | 20 |
| 9  | «Гознак»             | 1:1 | 0:3 | 0:9  | 0:4 | 1:2 | 4:7 | 1:1 | 0:2 |     | 1:0 | 2:0  | 4:3 | 3 | 2 | 6  | 14 — 22 | 19 |
| 10 | ЦДКА                 | 1:3 | 2:4 | 3:1  | 1:0 | 1:3 | 0:2 | 4:5 | 3:1 | 0:1 |     | 2:3  | 1:1 | 3 | 1 | 7  | 18 — 24 | 18 |
| 11 | СКиГ                 | 0:3 | 0:4 | 0:10 | 2:9 | 1:7 | 1:7 | 2:5 | 0:3 | 0:2 | 3:2 |      | 5:1 | 2 | 0 | 9  | 14 — 53 | 15 |
| 12 | «Трехгорка»          | 0:6 | 0:3 | 0:4  | 0:3 | 1:4 | 1:3 | 1:2 | 1:8 | 3:4 | 1:1 | 1:5  |     | 0 | 1 | 10 | 9 — 43  | 12 |

Все источники единогласно называют чемпионом в первых командах «Серп и Молот». Однако они не указывают прямо, по какому именно дополнительному показателю эта команда получила приоритет:
- Применение в данном случае в качестве дополнительного показателя разницы мячей (она незначительно лучше у команды «Серп и Молот») является анахронизмом для СССР тех времен — тогда (и даже двадцать пять лет спустя) в качестве главного дополнительного показателя использовалось соотношение мячей (общеизвестна история об одной  сотой, принесшей победу ЦДКА в 1947 году), а оно лучше у «Дуката» (3,571 против 3,111);
- Другой характерный дополнительный показатель тех времен — количество побед во всех матчах — также лучше у «Дуката»;
- «Серп и Молот» имеет победу в личной встрече, но неизвестно, применялся ли этот критерий в те времена (в этом же чемпионате также все источники единогласно отдают третье место команде «Динамо», уступившей команде ЗиС в личной встрече);
- Возможно, с команды «Дукат» были «сняты» несколько «клубных» очков за, например, удаление — такая практика существовала в те времена — например, в весеннем первенстве Москвы 1935 года снималось за каждое удаление 0,5 очка[18]. Но нет прямых свидетельств о применении этой системы в данном чемпионате и конкретно к данной команде.

## Клубный зачет
1 место — «Динамо»;
2 — «Серп и Молот»;
3 — ЗиФ.

### «Младшие» группы
Во II группе первые два места заняли «Трудкоммуна № 1» (Болшево) и «Трудкоммуна № 2» (Люберцы).